# Nabeldrüse

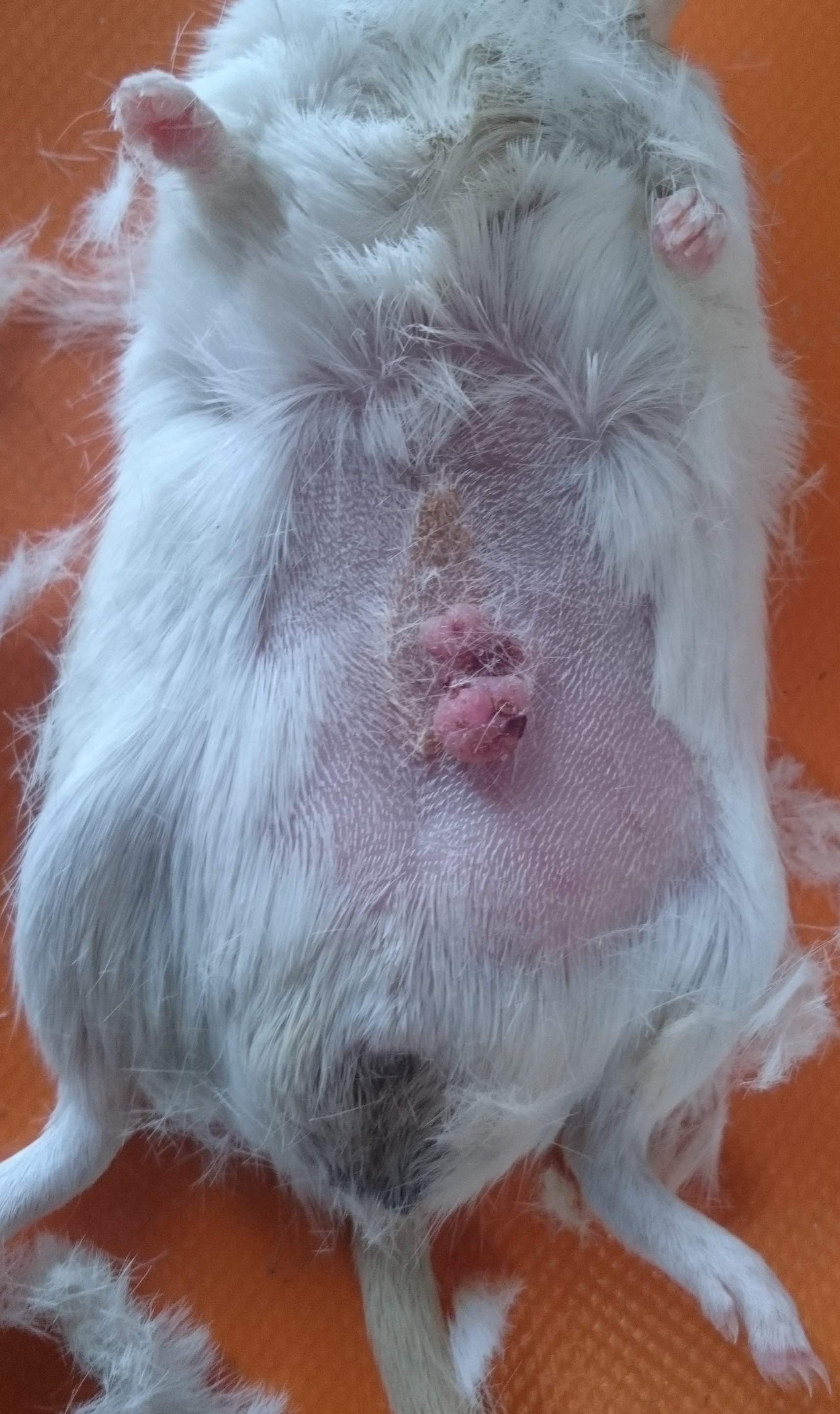
Nabeldrüse einer Mongolischen Rennmaus mit zwei Adenomen

Die Nabeldrüse ist eine spezifische Hautdrüse bei Rennratten im Bereich des Bauchnabels. Sie ist ein spezielles Duftorgan und hat chemotaktische Funktion. Sie besteht aus etwa 200 bis 300 holokrinen Drüsen.
Insbesondere bei älteren Männchen neigt die Drüse zu knotigen Veränderungen. Dabei können sowohl gutartige Adenome als auch bösartige Adenokarzinome vorkommen. Bei solchen Veränderungen sollte eine chirurgische Entfernung durchgeführt werden.